# Saleh
Saleh ist ein arabischer Familienname.

## Namensträger
- Abdullah Saleh Aman (* 1988), bahrainischer Fußballspieler
- Adel Al-Saleh (* 1963), US-amerikanischer Manager
- Adi Saleh (* 1976), singapurischer Fußballspieler
- Aguila Saleh Issa (* 1944), libyscher Politiker
- Ahmad Saleh (* 1980), saudischer Filmregisseur, Drehbuchautor und Studenten-Oscar-Gewinner
- Ahmed Al-Saleh (* 1966), saudi-arabischer Radsportler
- Ahmed Saleh (Fußballspieler) (* 1977), ägyptischer Fußballspieler
- Ahmed Saleh (Tischtennisspieler) (* 1979), ägyptischer Tischtennisspieler
- Ahmed Adam Saleh (* 1969), katarischer Marathonläufer
- Ahmed Khaled Saleh (* 1971), katarischer Fußballspieler
- Ahmed Khalil Saleh (* 1972), katarischer Fußballspieler
- Ahmed Mubarak Saleh (* 1988), omanischer Sprinter
- Ahmed Samir Saleh (* 1991), jordanischer Fußballspieler
- Ala'a abu Saleh (* 1987), palästinensischer Fußballspieler
- Alam Saleh (* 1975), iranisch-britischer Forscher und Hochschullehrer
- Ali Saleh (Handballspieler) (* 1991), kuwaitischer Handballspieler
- Ali Saleh (Fußballspieler) (Ali Saleh Ali Saleh Amro, * 2000), Fußballspieler aus den Vereinigten Arabischen Emiraten
- Ali Abdullah Saleh (1942–2017), jemenitischer Politiker, siehe Ali Abdullah Salih
- Ali Hama Saleh (* 1984), kurdischer Politiker
- Ali Nasser Saleh (* 1984), katarischer Fußballspieler
- Amissi Saleh (* 1978), burundischer Fußballspieler
- Amrullah Saleh (* 1971), afghanischer Politiker, Geheimdienstmitarbeiter und Aktivist
- Asia de Saleh (* 1980), deutsche Musikerin
- Bakri Hassan Saleh (* 1949), sudanesischer Militär und Politiker
- Chaerul Saleh (1916–1967), indonesischer Politiker
- Dominic Saleh-Zaki (* 1982), deutscher Schauspieler
- Dua Saleh (* 1994), sudanesische-US-Amerikanische singende und schauspielende Person
- Ebrahim Shebab Saleh (* 1986), kuwaitischer Fußballspieler
- Emad Saleh (* 1964), ägyptischer Fußballspieler
- Fakhri Saleh (* 1957), jordanischer Schriftsteller
- Habib Mahamat Saleh (* 1979), tschadischer Fußballspieler
- Haboush Saleh (Haboush Saleh Haboush Salbukh al-Nofeli, * 1989), Fußballspieler aus den Vereinigten Arabischen Emiraten
- Hamed Saleh (* 1999), deutscher Fußballspieler
- Hamzah Saleh (* 1967), saudi-arabischer Fußballspieler
- Hana Ali Saleh (* 1968), jemenitische Sprinterin
- Hosein Saleh (* 1967), iranischer Fußballtrainer
- Husam abu Saleh (* 1982), palästinensischer Fußballspieler
- Hussein Saleh (* 2004), libanesischer Fußballspieler
- Ibrahim Saleh (1917–1981), ägyptischer Gewichtheber
- Irina Saleh (* 199), usbekische Sportgymnastin
- Ismail Saleh (* 1985), bahrainischer Fußballspieler
- Jackson Saleh (* 1989), kenianischer Fußballspieler
- Jens Saleh (* 1956), deutscher Jazzbassist
- Kassem Taher Saleh (* 1993), deutscher Politiker (Bündnis 90/Die Grünen) und Bauingenieur
- Mahmoud Saleh (* 1962), ägyptischer Fußballspieler
- Maryam Saleh (* 1985/1986), ägyptische Sängerin, Songwriterin und Schauspielerin
- Mataz Saleh (* 1996), omanischer Fußballspieler
- Mohammed Saleh (* 1993), palästinensischer Fußballspieler
- Mohammed Saleh Sanad (* 1987), bahrainischer Fußballspieler
- Mohammad Khamis Saleh (* 1976), Fußballspieler der Vereinigten Arabischen Emirate
- Mohd Harrif Saleh (* 1988), malaysischer Radrennfahrer
- Mohd Zamri Saleh (* 1983), malaysischer Radrennfahrer
- Mohsen Saleh (* 1949), ägyptischer Fußballspieler
- Moustafa Mohammed Saleh (* 1963), irakischer Boxer
- Munira al-Saleh (* 1985), syrische Sprinterin
- Nouran Saleh (* 1988), ägyptische Kunstschwimmerin
- Omar Saleh (* 1976), burundischer Fußballspieler
- Osman Saleh Mohammed (* 1948), eritreischer Politiker
- Raden Saleh (1811–1880), javanischer Prinz und Maler
- Raed Saleh (* 1977), Berliner Politiker (SPD)
- Raed al-Saleh (* 1983), syrischer Aktivist und Minister
- Ramzi Saleh (* 1980), palästinensischer Fußballspieler
- Robert Saleh (* 1979), US-amerikanischer American Football Coach
- Sahim Saleh Mehdi (* 1967), jemenitischer Sprinter
- Saleh al-Saleh (* 1966), saudi-arabischer Fußballspieler
- Saleh Farhan al-Saleh (* 1981), bahrainischer Fußballspieler
- Seyneb Saleh (* 1987), deutsche Schauspielerin
- Sherif Saleh (* 1954), ägyptischer Sportschütze
- Suad Saleh (* 1945), ägyptische islamische Theologin, siehe Suad Salih
- Suheib Saleh (* 1997), schwedischer Schauspieler
- Tania Saleh (* 1969), libanesische Sängerin und Songwriterin
- Tarik Saleh (* 1972), schwedischer Filmregisseur, Animator und Drehbuchautor
- Taufikurrahman Saleh (1949–2023), indonesischer Politiker
- Tewfik Saleh (1926–2013), ägyptischer Filmregisseur und Drehbuchautor
- Wisam Saleh (* 1993), libanesischer Fußballspieler
- Yasmin Saleh (* 1994), deutsche Schauspielerin, Sängerin und Regisseurin
- Yassin al-Haj Saleh (* 1961), syrischer Schriftsteller und Dissident
- Yousif Nizar Saleh (* 1994), kuwaitischer Squashspieler
- Yussuf Saleh (* 1984), äthiopisch-schwedischer Fußballspieler
- Zaki al-Saleh (* 1970), saudischer Fußballspieler

## Maß
- Saleh (Einheit)